# Джозеф Тейлор молодший
Джозеф Гутон Тейлор молодший (англ. Joseph Hooton Taylor, Jr.; нар. 29 березня 1941, Філадельфія, США) — американський фізик, лауреат Нобелівської премії з фізики 1993 року «за відкриття нового типу пульсарів, що дало нові можливості у вивченні гравітації», спільно з Расселлом Галсом.
Своє відкриття Расселл Галс і Джозеф Тейлор зробили в 1974 році. Проводячи спостереження за допомогою радіотелескопу в Аресібо, вони вперше виявили подвійний пульсар PSR B1913+16.
У 1991 році вимірювання скорочення орбіти цієї пари зірок, що утворюють пульсар, дали підтвердження загальної теорії відносності і можливості випромінювання цією системою гравітаційних хвиль.

## Біографія

### Молодість й освіта
Тейлор народився у Філадельфії в родині Джозефа Гутона Тейлора-старшого та Сільвії Еванс Тейлор. Обидва його батьки мали квакерське коріння протягом багатьох поколінь. Джозеф Тейлор-молодший виріс у містечку Сіннемінсон у штаті Нью-Джерсі. Він відвідував Мурстаунську школу друзів в містечку Мурстаун у штаті Нью-Джерсі, де досяг успіхів у математиці. 

## Радіоаматорська діяльність
Також Джозеф Тейлор дуже відомий в радіоаматорських колах. Його радіоаматорський позивний: K1JT. Він автор програми WSJT (Weak Signal communications by K1JT), призначеної для підвищення ймовірності встановлення далеких радіозв'язків в УКХ діапазоні, через відбиття від іонізованих слідів метеорних потоків (MS) або проведення радіоаматорських зв'язків з відбиттям від Місяця (EME).

## Нагороди
- 1980 — Премія Денні Гайнемана з астрофізики[6]

- 1985 — Медаль Генрі Дрейпера[7]

- 1991 — Медаль Альберта Ейнштейна[8] Ейнштейнівського наукового товариства[9]

- 1992 — Премія Вольфа з фізики
- 1993 — Нобелівська премія з фізики
- 1997 — Медаль Карла Шварцшильда[10] Німецького астрономічного товариства (AG)[11]